# Celina Sokołowska
Celina Sokołowska z domu Magala (ur. 28 lutego 1954 w Radlinie) – polska lekkoatletka, specjalistka biegów średnio- i długodystansowych, wielokrotna mistrzyni Polski.

## Kariera
Specjalizowała się w biegu na 1500 metrów i biegu na 3000 metrów. Wystąpiła w finale Pucharu Europy w 1977 w Helsinkach, gdzie zajęła 7. miejsce w biegu na 1500 metrów. W finałach Pucharu Europy w 1979 w Turynie i Pucharu Europy w 1981 w Zagrzebiu zajęła 8. miejsce w biegu na 3000 metrów.
14 sierpnia 1977 w Helsinkach ustanowiła rekord Polski w biegu na 1500 metrów wynikiem 4:10,75, a 12 sierpnia 1979 w Poznaniu w biegu na 3000 metrów wynikiem 8:58,23.
Była mistrzynią Polski w biegu na 1500 metrów w 1977 i 1979, w biegu na 3000 metrów w 1977, 1978 i 1979 oraz w biegu przełajowym (na krótkim dystansie) w 1976, 1978, 1979 i 1981, wicemistrzynią w biegu przełajowym w 1975 i 1977, a także brązową medalistką na 1500 metrów w 1976, 1978 i 1981 oraz na 3000 metrów w 1975 i 1976. W halowych mistrzostwach Polski zwyciężała w biegu na 1500 metrów w 1975, 1977, 1979 i 1981, a w 1974 zdobyła brązowy medal.
Była zawodniczką Budowlanych Kielce i Wisły Kraków.
Rekordy życiowe::
| Konkurencja         | Data i miejsce            | Wynik   |
| ------------------- | ------------------------- | ------- |
| bieg na 800 metrów  | 1 sierpnia 1979, Warszawa | 2:02,50 |
| bieg na 1000 metrów | 20 maja 1979, Warszawa    | 2:41,7  |
| bieg na 1500 metrów | 18 czerwca 1979, Warszawa | 4:10,49 |
| bieg na 3000 metrów | 12 sierpnia 1979, Poznań  | 8:58,23 |

Jest dyrektorem klubu TS Wisła Kraków. W 2006 została odznaczona Krzyżem Kawalerskim Orderu Odrodzenia Polski.